# كولن سميث (لاعب كريكت)
كولن سميث (27 سبتمبر 1972 في المملكة المتحدة - ) (بالإنجليزية: Colin Smith)‏ هو لاعب كريكت بريطاني. شارك مع منتخب اسكتلندا الوطني للكريكت.